# William Crowther (programmeur)
William Crowther est un spéléologue, ingénieur américain en informatique, qui fut un des pionniers d'Internet. Il est surtout connu pour être le co-créateur de Colossal Cave Adventure, l'un des tout premiers jeux d'aventures (ou fiction interactive), qui a énormément influencé le genre.

## Biographie
Né en 1936, William Crowther a travaillé comme consultant auprès de la firme Bolt, Beranek and Newman à Boston, où il écrit en langage assembleur des programmes pour les premiers routeurs de l'ARPAnet. Il s'est marié à Pat Crowther pendant ses études au Massachusetts Institute of Technology, où il a été diplômé en 1958.
Spéléologue passionné, il a exploré les réseaux souterrains du Kentucky.

## Adventure
Après son divorce, Crowther utilisa son temps libre pour développer (à l'attention de ses enfants) un jeu d'aventure textuelle en Fortran sur un PDP-10.
Crowther a écrit :
« Je jouais à un jeu de rôle sur papier appelé Donjons et Dragons à l'époque, et par ailleurs je pratiquais la spéléologie, notamment dans la Mammoth Cave, dans le Kentucky. J'avais été de manière soudaine pris dans un divorce qui m'avait mis à mal. Mes enfants me manquaient. J'avais également arrêté la spéléologie, parce que c'était devenu difficile, et j'ai donc décidé de m'amuser et d'écrire un programme qui serait une recréation fantaisiste de mes explorations, et également un jeu pour les enfants, avec peut-être certains aspects de Donjons et Dragons. Mon idée était de faire un jeu pour ordinateur qui ne serait pas intimidant pour un non-informaticien, et c'est l'une des raisons pour lesquelles j'ai fait en sorte que le joueur utilise le langage naturel au lieu de commandes plus standardisées. Mes enfants ont trouvé cela très divertissant. »
Dans Colossal Cave Adventure, souvent simplement appelé Aventure, le joueur se déplace dans un système de souterrains imaginaires en entrant des commandes simples d'un ou deux mots, et en lisant le résultat, sous forme de texte. Crowther a utilisé sa grande connaissance de la spéléologie pour créer le jeu, et il y a de grandes similarités entre les lieux du jeu et ceux de la Mammoth Cave. En 1975 Crowther publia le jeu sur ARPAnet.
Au printemps 1976 il fut approché par un chercheur de Stanford, Don Woods, qui demandait la permission d'améliorer le jeu. Crowther accepta, et Woods développa plusieurs versions améliorées du jeu sur un PDP-10 appartenant à au Stanford Artificial Intelligence Laboratory (SAIL) où il travaillait. Au cours des décennies suivantes, le jeu gagna en popularité, et fut porté sur de nombreux autres systèmes.